# Phiale virgo
Phiale virgo là một loài nhện trong họ Salticidae.
Loài này thuộc chi Phiale. Phiale virgo được Carl Ludwig Koch miêu tả năm 1846.